# Poiana Mare (okręg Aluta)
Poiana Mare – wieś w Rumunii, w okręgu Aluta, w gminie Morunglav. W 2011 roku liczyła 349 mieszkańców.